# A1 (Noord-Macedonië)
De A1 is een hoofdweg en gedeeltelijke autosnelweg in Noord-Macedonië. De weg loopt van de grens met Servië via Kumanovo, de luchthaven van Skopje en Veles naar de grens met Griekenland. Dit deel is 178 kilometer lang. In Servië loopt de weg verder als A1 naar Niš en Belgrado. In Griekenland loopt de weg als A1 verder naar Thessaloniki en Athene.
Vanaf Gradsko takt een deel van de A1 af naar Prilep. Deze aftakking is 49 kilometer lang en behoort ook tot de A1.
De hoofdroute van de A1 is onderdeel van de E75, de Europese weg tussen Vardø in Noorwegen en Sitia in Griekenland.
Op dit moment is bijna de gehele hoofdroute van de A1 uitgebouwd tot autosnelweg. Tussen Demir Kapija en Smokvica is de weg nog een enkelbaanse, ongelijkvloerse autoweg.

## Geschiedenis
Tijdens de Joegoslavische tijd was de A1 onderdeel van de M1, die van de Oostenrijkse grens via Ljubljana, Zagreb, Belgrado, Niš en Skopje naar de Griekse grens liep. Na de onafhankelijkheid van Macedonië kreeg het Macedonische deel het wegnummer M-1. Dit nummer werd op 30 september 2011 veranderd in A1.
A1 · 
A2 · 
A3 · 
A4